# Andrés Fabricio Romero
Andrés Fabricio Romero (Bell Ville, 21 december 1989) is een Argentijns betaald voetballer die uitkomt voor Montreal Impact in de Major League Soccer.

## Clubcarrière
Romero maakte op 11 april 2008 tegen CA Newell's Old Boys zijn debuut voor Argentinos Juniors. Doelpunten voor de club maakte hij pas in zijn tweede seizoen bij de club, waaronder twee doelpunten in een met 5-0 gewonnen wedstrijd tegen Estudiantes de la Plata. Vanaf de komst van trainer Claudio Borghi in juni van 2009 begon Romero's speeltijd af te nemen. Hij won met Argentinos Juniors de Clausura 2010 maar speelde in slechts twee van de negentien wedstrijden.
In 2012 tekende Romero bij het Braziliaanse Criciúma. Hij speelde er voor een korte tijd en stapte al snel over naar Náutico. In 2013 vertrok hij naar Tombense. Romero werd vervolgens twee seizoenen verhuurd aan Montreal Impact. In die twee seizoenen kwam hij uit in negenenvijftig competitiewedstrijden, waarin hij acht doelpunten maakte en vijf assists gaf. Op 5 januari 2015 werd bekendgemaakt dat Montreal Romero definitief had overgenomen van Tombense.